# Algirdas Šocikas
Algirdas Šocikas (en russe : Альгирдас Стасисович Шоцикас) est un boxeur lituanien né le 14 mai 1928 à Žalias Ostempas, et mort le 21 novembre 2012 à Kaunas. Il a combattu pour l'URSS et a été élu sportif lituanien de l'année en 1956.

## Carrière
Sa carrière amateur est principalement marquée par deux titres de champion d'Europe remportés à Varsovie en 1953 et à Berlin-Ouest en 1955 dans la catégorie poids lourds.

## Palmarès

### Jeux olympiques
- 5e place en + de 81 kg aux Jeux de Helsinki en 1952

### Championnats d'Europe de boxe amateur
- Médaille d'or en + de 81 kg en 1955 à Berlin-Ouest
- Médaille d'or en + de 81 kg en 1953 à Varsovie

### Championnats de Lituanie de boxe amateur
- Médaille d'or à 6 reprises (de 1950 à 1954, et 1956)

### Championnats d'URSS de boxe amateur
- Médaille d'or à 6 reprises (1947, 1948, 1951, 1952, 1953, et 1956)

## Référence
1. ↑  (en) Résultats des championnats d'Europe 1955 (amateur-boxing.strefa.pl)